# Данилов, Степан Павлович
Степан Павлович Данилов (2 (15) декабря 1909 года — 24 мая 1945) — советский лётчик истребительной авиации и военачальник, участник боёв на Халхин-Голе, советско-финской и Великой Отечественной войн, генерал-майор авиации (28.05.1943). Герой Советского Союза (17.11.1939).

## Биография
Степан Данилов родился 15 декабря 1909 года в деревне Коротово (ныне — Череповецкий район Вологодской области) в крестьянской семье. В 1930 году окончил профтехшколу, после чего работал токарем, техником по ремонту паровозных котлов на Ярославском паровозоремонтном заводе, был секретарём заводского комитета комсомола.
В июне 1931 года Данилов направлен на службу в Рабоче-крестьянскую Красную Армию по специальному набору ЦК ВКП(б). В 1933 году он окончил 7-ю Сталинградскую военную авиационную школу лётчиков. Служил в ВВС Кавказской Краснознамённой армии (с 1935 — Закавказский военный округ), младший лётчик и командир звена 121-й истребительной авиационной эскадрильи 404-й авиационной бригады (Баку). Член ВКП(б) с 1931 года.
С 14 января по 26 июля 1937 года Данилов находился в командировке в Испании. Командовал звеном истребителей И-16, выполнил десятки боевых вылетов против франкистов, но достоверных данных об одержанных в Испании победах нет. Вернувшись в СССР, Данилов с августа по декабрь 1937 года командовал авиационным отрядом в 121-й истребительной авиаэскадрильи, а затем был направлен на учёбу. Окончил Высшие авиационные курсы усовершенствования командного состава в Липецке в 1938 году. С ноября 1938 года командовал 44-м истребительным авиаполком в 54-й авиабригаде ВВС Ленинградского военного округа.
В конце мая 1939 года был направлен в район боевых действий на реке Халхин-Гол с группой опытных мастеров воздушного боя под командованием комкора Я. В. Смушкевича для усиления советской авиации. С июня 1939 года майор Степан Данилов командовал 56-м истребительным авиаполком ВВС 1-й армейской группы. В боях на реке Халхин-Гол за период с 17 июля по 16 сентября 1939 года он совершил 60 боевых вылетов (из них 20 на штурмовку наземных войск противника), лично сбив в воздушных боях 8 японских самолётов (6 истребителей и 2 бомбардировщика). По сохранившимся документам 56-го авиаполка, им было одержано на Халхн-Голе 5 личных и 5 групповых побед. Полк под командованием С. П. Данилова в общей сложности сбил 80 самолётов противника, успешно выполнив все поставленные перед ним боевые задачи, а сам командир вошёл в число первой десятки лучших советских асов Халхин-Гольских боёв.
Указом Президиума Верховного Совета СССР от 17 ноября 1939 года за «мужество и героизм, проявленные при выполнении воинского долга» майор Степан Данилов был удостоен высокого звания Героя Советского Союза с вручением ордена Ленина и медали «Золотая Звезда» за номером 168.
Продолжая командовать этим же авиационным полком, участвовал в советско-финской войне с декабря 1939 по февраль 1940 года. Был отозван с фронта на учёбу, в апреле 1940 года Данилов окончил Курсы усовершенствования начальствующего состава при Академии Генерального штаба РККА. С апреля 1940 года он командовал 42-й истребительной авиабригадой, а с августа 1940 года — 3-й истребительной авиадивизией Ленинградского военного округа. Приказом Наркома обороны СССР от 19 июня 1941 года назначен командиром 7-го истребительного авиационного корпуса ПВО, которому была поручена защита Ленинграда с воздуха.

## Великая Отечественная война
С 22 июня 1941 года — на фронтах Великой Отечественной войны. 23 июня 1941 года его лётчики провели свой первый воздушный бой, а начиная с июля велись непрерывные ожесточённые воздушные бои как по защите неба Ленинграда, так и по прикрытию отходивших к городу советских войск. В этих боях воины 7-го иак сбили 120 немецких самолётов, но и их собственные потери (по всем причинам) составили свыше 300 самолётов. 25 сентября 1941 года полковник С. П. Данилов был снят с должности командира корпуса, а 27 сентября назначен с понижением командиром 5-й смешанной авиационной дивизии ВВС 23-й армии Ленинградского фронта. После расформирования дивизии в феврале 1942 года назначен командующим ВВС 54-й армии Ленинградского фронта. Активный участник битвы за Ленинград.
С июля 1942 года — командир 287-й истребительной авиационной дивизии, которая в составе 8-й воздушной армии сражалась на Брянском, Юго-Западном, Сталинградском и Южном фронтах. Во главе дивизии успешно действовал в Донбасской оборонительной операции летом 1942 года, в Сталинградской битве, в Северо-Кавказской, Ростовской и Ворошиловградской наступательных операциях. В марте 1943 года дивизия была передана в 4-ю воздушную армию Северо-Кавказского фронта, в составе которой приняла участие в воздушном сражении на Кубани весной 1943 года.
На посту командира дивизии проявил себя с самой лучшей стороны, поэтому в июле 1943 года дивизия была обращена на формирование на её основе 11-го смешанного авиационного корпуса (в сентябре 1944 года преобразован в 14-й истребительный авиационный корпус), а генерал-майор авиации С. П. Данилов был назначен его командиром и возглавлял корпус до последнего дня войны. Корпус действовал в составе 15-й воздушной армии на Брянском, Прибалтийском, 2-м Прибалтийском, Ленинградском фронтах. Участвовал в Курской битве, в Брянской, Ленинградско-Новгородской, Режицко-Двинской, Прибалтийской наступательных операциях, а с конца 1944 года в блокаде Курляндской группировки немецких войск. Несмотря на свои высокие должности, за время своего участия в Великой Отечественной войне генерал Данилов совершил 112 боевых вылетов, принял участие в 23 воздушных боях, лично сбив 2 и в группе 1 вражеских самолёта.

Могила Данилова на Новодевичьем кладбище Москвы.

24 мая 1945 года генерал-майор авиации Степан Павлович Данилов трагически погиб под Ригой в авиационной катастрофе самолёта «УТ-2». Был похоронен в Риге на кладбище Яниса Райниса, впоследствии был перезахоронен на Новодевичьем кладбище в Москве.

## Воинские звания
- старший лейтенант (1935)
- капитан (8.08.1937)
- майор (2.07.1939)
- полковник (26.04.1940)
- генерал-майор авиации (28.05.1943)

## Награды
- Герой Советского Союза (17.11.1939)
- Орден Ленина (17.11.1939)
- Орден Красного Знамени (17.07.1937)
- Орден Суворова 2-й степени (29.06.1945)
- Орден Кутузова 2-й степени (8.04.1944)
- Орден Отечественной войны 1-й степени (22.02.1943)
- Медаль «За отвагу» (14.11.1938)
- Медаль «За оборону Ленинграда» (вруч. в 1944)
- Медаль «За оборону Кавказа» (вруч. в 1944)
- Орден Красного Знамени (Монголия, 1939)